# امیکرون بزغاله
امیکرون بزغاله یک ستاره است که در صورت فلکی بزغاله قرار دارد.